# مرپاتی نوسانتارا ایرلاینز
مرپاتی نوسانتارا ایرلاینز (به انگلیسی: Merpati Nusantara Airlines) یک شرکت هواپیمایی با کد یاتا MZ است که در تاریخ ۶ سپتامبر ۱۹۶۲ میلادی تأسیس شده است.
دفتر مرکزی مرپاتی نوسانتارا ایرلاینز در جاکارتا، اندونزی واقع شده‌است و قطب این شرکت هواپیمایی در فرودگاه بین‌المللی سوئکارنو-هتا قرار دارد و به ۸۴ مقصد، پرواز مستقیم انجام می‌دهد.